# Ottavio Cogliati
Ottavio Cogliati (n. 4 iunie 1939, Nerviano, Lombardia, Regatul Italiei – d. 20 aprilie 2008, Magenta, Lombardia, Italia) a fost un ciclist de performanță ce a reprezentat Italia, medaliat olimpic. A participat la o ediție a Jocurilor Olimpice (1960) în care a câștigat o medalie de aur.

## Participări
Lista de mai jos prezintă principalele competiții la care a participat Ottavio Cogliati de-a lungul carierei.
- Ciclismo ai Giochi della XVII Olimpiade - Cronometro a squadre[*]